# Rookery British Cemetery
Rookery British Cemetery is een Britse militaire begraafplaats met gesneuvelden uit de Eerste Wereldoorlog, gelegen in de Franse gemeente Héninel (departement Pas-de-Calais). De begraafplaats werd ontworpen door William Cowlishaw en ligt in het veld op 1,5 km ten oosten van het dorpscentrum (Église Saint-Germain). Ze heeft een rechthoekig grondplan met een oppervlakte van 334 m² en wordt omsloten door een haag. Vanaf een landweg naar Fontaine-lès-Croisilles leidt een pad van 165 m naar het houten toegangshek van de begraafplaats. De begraafplaats wordt onderhouden door de Commonwealth War Graves Commission.
Er liggen 55 Britten begraven waaronder 1 niet geïdentificeerde.
In de buurt van de begraafplaats liggen ook nog Bootham Cemetery, Cuckoo Passage Cemetery en Cherisy Road East Cemetery.

## Geschiedenis
Héninel werd tijdens een sneeuwstorm op 12 april 1917 (Slag bij Arras) door de 56th (London), de 21st Division en de 50th (Northumbrian) Division veroverd. De twee daaropvolgende dagen rukten ze vanuit Héninel op en veroverden Wancourt Tower. 
De begraafplaats (genoemd naar een groep loopgraven) werd in april-juni 1917 door de Burial Officers  van de 18th en de 50th Division aangelegd en werd gebruikt tot november 1917. In augustus 1918 werden nog twee slachtoffers bijgezet. 

### Onderscheiden militair
- sergeant F.H. Merryweather (Durham Light Infantry) werd onderscheiden met de Military Medal (MM).